# Linha Meitetsu Kūkō

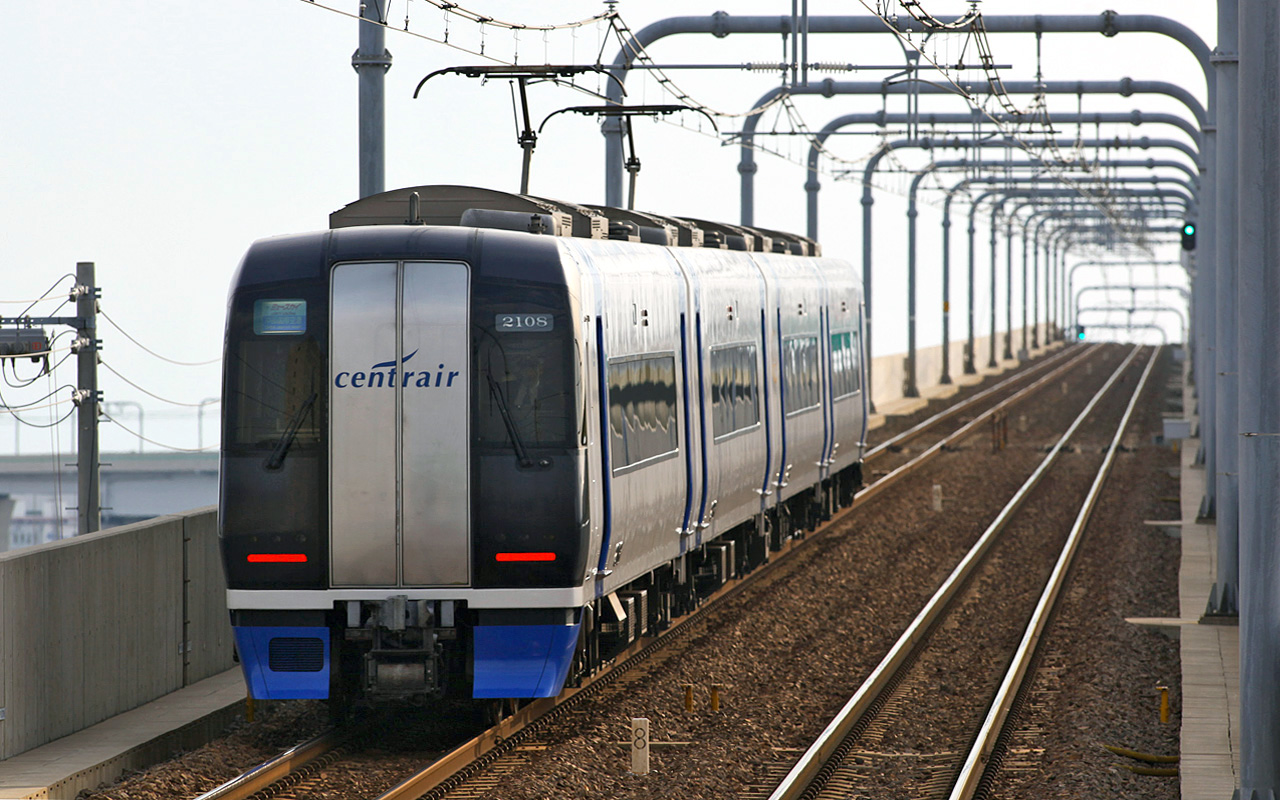
Meitetsu série 2000

A Linha Meitetsu Kūkō (名鉄空港線 Meitetsu Kūkō-sen) é uma linha ferroviária operada pela companhia férrea Meitetsu (名鉄) e liga a estação Tokoname à estação Aeroporto Internacional de Chūbu, no município de Tokoname, província de Aichi, Japão. A linha é uma extensão da linha Tokoname, e juntas servem como uma importante ligação direta entre a região metropolitana de Nagoya e o aeroporto internacional.
Em 29 de Janeiro de 2005, a linha entrou em operação.

## Estações
● L: Local (普通, futsū)
● S: Semi Expresso (準急, junkyū)
● E: Expresso (急行, kyūkō)
● R: Expresso Rápido (快速急行, kaisoku kyūkō)
● L: Expresso Limitado (特急, tokkyū)
● MU:Expresso Limitado μSKY (ミュースカイ, myū sukai)
Todos os trens param nas estações marcadas com "●", não param nas estações com "｜" e alguns trens param nas estações com  "▲".
| Número | Nome                             | Japonês      | Distância (Km) | L | S | E | R  | L  | MU | Integração               |
| ------ | -------------------------------- | ------------ | -------------- | - | - | - | -- | -- | -- | ------------------------ |
| TA22   | Tokoname                         | 常滑         | 0,0            | ● | ● | ● | ●  | ●  | ▲  | Meitetsu: Linha Tokoname |
| TA23   | Rinkū Tokoname                   | りんくう常滑 | 1,6            | ● | ● | ● | \| | \| | \| |                          |
| TA24   | Aeroporto Internacional de Chūbu | 中部国際空港 | 4,2            | ● | ● | ● | ●  | ●  | ●  |                          |

## Frota
- Série 1700
- Série 2000 (usado no serviço μ-Sky)

- Série 2200